# الشعر التمثيلي

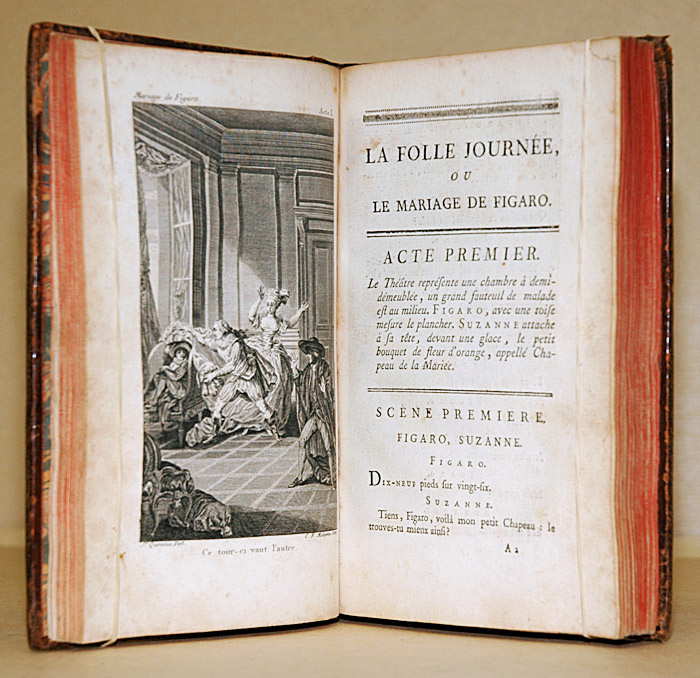
رسم توضيحي في الطباعة الأولية لمسرحية بومارشيه

الشعر التمثيلي أو المسرحي: تعود نشأة هذا النوع إلى اليونان الذين عرفوا أول مسرحية شعرية. فقد ظهر المسرح عندهم في كتب الدين وكانَ عبارة عن أغنيات مرحة في البداية ترددها جوقة غنائية وكان لا بد أن تحتوي هذه الأغنيات على حدث، وقد أخرج اليونان مسرحيات شعرية مشهورة مثل (أوديب ملكًا). ومسرحية (الضفادع).

## أنواع الشعر التمثيلي
- المأساة التي تصور كارثة وقعت لشخص من ذوي المكانة العالية وتكون نهايتها محزنة إما بموت البطل وإما باختفائه.
- الملهاة التي تتناول أشخاصًا ليسوا من ذوي المكانة العالية وتحكي وتصور حوادث من حياة الناس اليومية مركزة على العيوب أو النقائص التي تثير الضحك.

و قد اقترن الشعر التمثيلي منذ نشأته بالغناء والموسيقى، ثم بدأ الأداء التمثيلي يبعد شيئًا فشيئًا عن دنيا الغناء حتى انتهى الأمر إلى لونين هما المسرحية التمثيلية والمسرحية الغنائية.
و قد اتجهت المسرحية التمثيلية للنثر الخالص وتركت الشعر؛ لأن قيود الشعر جعلت إدارة الحوار بين الشخصيات يبدو متكلّفًا كما أنها تضعف الحركة اللازمة في المسرحية.

## رواده
و من أشهر من كتبوا هذا اللون من الشعر قديمًا سوفوكليس وأرسطو فانيس  في الأدب اليوناني. وراسين وموليير  في الأدب الفرنسي.  وشكسبير و برنارد شو في الأدب الإنجليزي. ولم يكن الشعر التمثيلي موجودًا في الأدب العربي وفي العصر الحديث حاول أحمد شوقي إيجاده فكتب ست مسرحيات شعرية، ثلاث منها تحكي عن العواطف الوطنية الملتهبة وهي مصرع كليوباترا وقمبيز وعلي بك الكبير واثنتان تصوران طبيعة الحب والعاطفة في التراث العربي هما: مجنون ليلى[ ؟ ] وعنترة والسادسة ملهاة مصرية بعنوان السِّت هدى.
ثم جاء عزيز أباظة وأكمل ما بدأه شوقي من الشعر التمثيلي فكتب شجرة الدر؛ قيس ولُبنى؛ العباسة والناصر؛ غروب الأندلس؛ قافلة النور  ثم أخذ الشعراء المعاصرون من المسرح الشعري شكلاً رمزيًا حين اتجهوا له؛ فاستفادوا من طاقة الشعر وشفافيته في تصوير المشاعر والأفكار برقة وحساسية. فكتب صلاح عبد الصبور وعمر أبو ريشة، وعبد الرحمن الشرقاوي وغيرهم، مسرحيات شعرية.